# Ryan Anderson
Ryan James Anderson (Sacramento, Kalifornija, 6. svibnja 1988.) američki je profesionalni košarkaš. Igra na poziciji krilnog centra, a trenutačno je član NBA momčadi Orlando Magica. Izabran je u 1. krugu (21. ukupno) NBA drafta 2008. godine od istoimene momčadi.

## Srednja škola
Anderson je pohađao srednju školu "Oak Ridge High School." Bio je ključan igrač momčadi u osvajanju Division II California State prvenstva.

## Sveučilište
Na sveučilištu je Anderson igrao odlično. Bio je najbolji igrač Golden Bearsa i prvi strijelac All-Pac 10 konferencije. Prosječno je postizao 21.6 poena. Unatoč neuspjehu plasiranja na NCAA turnir, Golden Bearsi su dobili poziv na National Invitation natjecanje.

## NBA
Izabran je kao 21. izbor prve runde od New Jersey Netsa. Prvi nastup u NBA ligi upisao je 29. listopada 2008. u pobjedi Netsa nad Wizardsima 95-85. Početkom ožujka izborio je mjesto u prvoj petorci koje je zadržao do kraja sezone. Rookie sezonu završio je u prosjeku od 7.4 poena, 4.7 skokova i 0.8 asistencija po utakmici. 26. lipnja 2009. Anderson je mijenjan u Orlando Magice zajedno s Vinceom Carterom u zamjenu za Courtneya Leeja, Rafera Alstona i Tonyja Battiea.

## NBA statistika

### Regularni dio
| Godina    | Klub       | Odig. uta. | Uta. poč. | Min. | 2P%  | 3P%  | Sl. bac.% | Skok. | Asist. | Ukr. lop. | Blok. | Poena |
| --------- | ---------- | ---------- | --------- | ---- | ---- | ---- | --------- | ----- | ------ | --------- | ----- | ----- |
| 2008./09. | New Jersey | 66         | 30        | 19.9 | .393 | .365 | .845      | 4.7   | .8     | .7        | .3    | 7.4   |
| Ukupno    |            | 66         | 30        | 19.9 | .393 | .365 | .845      | 4.7   | .8     | .7        | .3    | 7.4   |

## Vanjske poveznice
- Profil na NBA.com
- Profil  Arhivirana inačica izvorne stranice od 7. kolovoza 2011. (Wayback Machine) na sveučilištu Kalifornija u Berkleyu